# Gesturi
Gesturi (sardinsky: Gèsturi) je italská obec (comune) v provincii Sud Sardegna v regionu Sardinie. Nachází se ve výšce 315 metrů nad mořem a má přibližně 1 200 obyvatel. Rozloha obce je 46,83 km².